# Park Narodowy Serranía del Iñao
Park Narodowy Serranía del Iñao, właściwie Park Narodowy i Obszar Przyrodniczy Zintegrowanego Zarządzania Serranía del Iñao (hiszp. Parque nacional y área natural de manejo integrado Serranía del Iñao) – park narodowy w Boliwii położony w departamencie Chuquisaca, w prowincjach Luis Calvo, Hernando Siles, Tomina i Belisario Boeto. Został utworzony 28 maja 2004 roku i zajmuje obszar 2630,9 km².

## Opis
Park znajduje się na wschodnich zboczach Andów, w dorzeczu Amazonki, na wysokościach od 600 do 2800 m n.p.m. Obejmuje pasmo górskie Iñao oraz częściowo pasma górskie Yahuañanca i Khaska Orkho. 
Znajduje się na styku trzech ekoregionów: tropikalnych wilgotnych lasów górskich Yungas, Cerrado i Chaco Serano w krainie geograficznej Gran Chaco.
Średnia roczna temperatura na terenie parku waha się od +16 ºC do +20 ºC.

## Flora
W parku odnotowano 644 gatunki roślin naczyniowych. Rosną tu zagrożone wyginięciem (EN) Amburana cearensis i Schinopsis brasiliensis, narażona na wyginięcie (VU) Zeyheria tuberculosa, a także m.in.: Escallonia tucumanensis, Mimosa lepidota, Machaerium scleroxylon, Anadenanthera macrocarpa, Caesalpinia pluviosa, Aspidosperma cylindrocarpon, Tabebuia impetiginosa, Gallesia integrifolia, Albizia niopoides, Astronium urundeuva, Myroxylon peruiferum, Juglans australis, Prunus tucumanensis, Podocarpus parlatorei, Myrcianthes mato, Myrciantes pseudomato, Samanea tubulosa, Platypodium elegans, Sterculia striata, Chloroleucon foliosum. 

## Fauna
Fauna w parku nie jest do końca zbadana. Zarejestrowano do tej pory 41 gatunków ssaków, 156 ptaków, 35 gadów, 13 płazów i 11 ryb.
Ssaki to narażone na wyginięcie (VU) mrówkojad wielki, pekari białobrody, andoniedźwiedź okularowy i tapir amerykański, a także m.in.: jaguar amerykański, puma płowa, mazama ruda, ponocnica brazylijska.
Wśród ptaków najbardziej charakterystycznymi gatunkami w parku są krytycznie zagrożona wyginięciem (CR) ara różowooka, narażone na wyginięcie (VU) kondor wielki i ara zielona, a także m.in.: penelopa ciemnonoga, tukan wielki, piona łuskowana, amazonka niebieskoczelna, karakara czubata, Otus choliba,  szafirek złotawy.
Gady i płazy występujące w parku to narażony na wyginięcie (VU) Telmatobius marmoratus, a także m.in.: Micrurus annellatus, grzechotnik straszliwy, teju brazylijski, Hyla albonigrata, Rhinella spinulosa, Rhinella schneideri.